# Let's Dance
"Let's Dance" là bài hát được trình bày bởi nhóm nhạc Five,là single đầu tiên được phát hành từ album studio thứ 3 và cũng là album cuối cùng của nhóm Kingsize vào năm 2001. Bài hát được đồng sáng tác bởi Richard Stannard, Julian Gallagher, Martin Harrington, Abs Breen, J Brown và Sean Conlon, đồng sản xuất bởi Stannard và Rowe. Video của bài hát là video cuối cùng nhóm ghi hình cùng nhau như một video cho single cuối cùng. Vị trí của single này trên bảng xếp hạng single của UK (UK Singles Chart)là no1, single này trở thành single no1 thứ ba của nhóm. Bài hát cũng đạt được những thành công đáng kể tại châu Âu, Úc, bắt đầu ở vị trí thứ 5 mặc dù sau đó bị trượt khỏi top 10 tại New Zealand.

## Danh sách các track
UK CD1
1. "Let's Dance" [Radio Edit] - 3:38
2. "Sometimes" - 3:51
3. "Let's Dance" [The Kinkyboy Mix] - 6:30
4. "Let's Dance" [Video - The Director's Cut] - 5:17

UK CD2
1. "Let's Dance" [Radio Edit] - 3:38
2. "Millenium Megamix" - 5:12
3. "CD-Rom Interviews" - 10:00

### Thứ hạng
| bảng xếp hạng(2001)             | Vị trí |
| ------------------------------- | ------ |
| Australian ARIA Singles Chart   | 3      |
| Austrian Singles Chart          | 64     |
| Begium (Flanders) Singles Chart | 8      |
| Dutch Singles Chart             | 21     |
| German Singles Chart            | 54     |
| Italian Singles Chart           | 15     |
| New Zealand RIANZ Singles Chart | 11     |
| Swedish Singles Chart           | 20     |
| Swiss Singles Chart             | 77     |
| UK Singles Chart                | 1      |